# Ludovic Halévy
Ludovic Halévy (ur. 1 stycznia 1834 w Paryżu, zm. 7 maja 1908 w Paryżu) – francuski powieściopisarz, dramaturg i librecista, członek Akademii Francuskiej.
Był synem pisarza Léona Halévy'ego i bratankiem kompozytora Fromentala Halévy'ego. Uczył się w Lycée Louis-le-Grand. W młodości pracował jako urzędnik, m.in. sekretarz Ciała Prawodawczego. W 1861 został szefem biura ministra kolonii. W 1865 całkowicie poświęcił się pracy literackiej.
Od 1855 współpracował z Jacques'em Offenbachem. Początkował pisał libretta do jego utworów, np. Ba-ta-clan pod pseudonimem Jules Servières. Ich pierwszym dużym wspólnym sukcesem był w 1856 Orfeusz w piekle, przy którym współpracował też z Hectorem Crémieux. W 1860 jego partnerem zawodowym stał się Henri Meilhac. Razem stworzyli m.in. teksty do Pięknej Heleny (1864), Sinobrodego (1866), Wielkiej księżnej de Gérolstein (1867), Perichola (1868) i Le Réveillon – inspiracji dla Zemsty nietoperza Johanna Straussa. Oprócz librett utworów Offenbacha pisałem także z Meilhackiem komedie i farsy, z których największym powodzeniem cieszyły się Fanny (1868) i Froufrou (1869). Ich autorstwa jest także libretto do Carmen (opera) Georges’a Bizeta (1875).
Jako samodzielny autor Halévy publikował powieści z życia współczesnego, np. Monsieur et Madame Cardinal (1873), L'Abbé Constantin (1882) i Criquette (1883). Ostatnia jego powieść Kari Kari ukazała się w 1892. Od 1884 był członkiem Akademii Francuskiej (fotel 22). Odznaczony Krzyżem Komandorskim Legii Honorowej.
Jest pochowany na Cmentarzu Montmartre.